# 圣安德烈亚-迪孔扎
圣安德烈亚-迪孔扎（義大利語：Sant'Andrea di Conza）是意大利阿韦利诺省的一个市镇。总面积6平方公里，人口1738人，人口密度289.7人/平方公里（2009年）。ISTAT代码为064089。